# Margo Glantz
Margarita «Margo» Glantz Shapiro (en español: ⓘ) (Ciudad de México, 28 de enero de 1930) es una escritora, ensayista, crítica literaria y académica mexicana. Sus obras reflejan su compromiso con temas como el erotismo, sexualidad y cuerpo además de migración y memoria. Fue elegida en 1995 miembro de número de la Academia Mexicana de la Lengua y tomó posesión el 21 de noviembre de 1996. En 2004 le fue otorgado el Premio Nacional de Ciencias y Artes, en el ámbito de Lingüística y Literatura.

## Biografía
Margo Glantz nació en el seno de una familia judía que emigró a México desde Ucrania en la década de 1920. Su padre, Jacobo Glantz, conoció a su madre, Elizabeth (Lucia) Shapiro, en Odesa, donde contrajeron matrimonio. Intentaron emigrar a los Estados Unidos de América, donde tenían familiares, pero se les negó la entrada y tuvieron que permanecer en México. Aunque se mantuvieron fieles a las tradiciones judías, pronto se trasladaron a los círculos artísticos mexicanos. Su padre era amigo de Diego Rivera, y tenía gran interés por las nuevas corrientes culturales de su nuevo país adoptivo.
Por variadas razones, la familia (incluidas cuatro hijas) tuvo que mudarse con bastante frecuencia. Como resultado, Margo fue a varias escuelas. Pasó dos años en la Escuela Secundaria N° 15, un año en el Colegio Israelita de México, y obtuvo su bachillerato en la Escuela Nacional Preparatoria N° 1, que inicialmente ocupó el edificio que correspondiera al Antiguo Colegio de San Ildefonso, donde fue fuertemente influenciada por Agustín Yáñez, uno de sus maestros.

## Trayectoria
Realizó estudios de Letras Inglesas en la Facultad de Filosofía y Letras de la Universidad Nacional Autónoma de México. Después de graduarse continuó sus estudios académicos en París, donde se doctoró en Letras Hispánicas en la Universidad de La Sorbonne.
En 1958 empezó su trayectoria académica en la Facultad de Filosofía y Letras de la UNAM donde ha ejercido la docencia por más de cincuenta años; ha impartido cursos de literaturas clásicas, de las lenguas modernas, letras mexicanas e hispanoamericanas. Reconocida como profesora visitante en universidades tan prestigiadas como Yale, Princeton, La Joya, Harvard, Berkeley, Menéndez Pelayo en Santander, Barcelona, Alicante, Viena, Berlín, París, Buenos Aires, Chile y Delhi, entre otras muchas. 
En 1966 fue fundadora y directora de la revista Punto de Partida de la UNAM. De 1977 hasta 1985 Glantz fue colaboradora de Radio Universidad y del periódico Unomásuno. En el ámbito de la difusión cultural tuvo varios cargos: directora del Instituto Cultural Mexicano-Israelí (1966-1970), del Centro de Lenguas Extranjeras de la UNAM (1970-1971) y directora de Literatura en el Instituto Nacional de Bellas Artes (1983-1986), entre otros cargos.
De 1986 a 1988 fue agregada cultural de la Embajada de México en Londres.
En 1995 fue elegida miembro de número de la Academia Mexicana de la Lengua para ser la tercera ocupante de la silla XXXV y tomó posesión el 21 de noviembre de 1996.  En 2010 recibe el Premio FIL de Literatura en Lenguas Romances (antes Juan Rulfo) y en 2015 el Premio Iberoamericano de Narrativa Manuel Rojas, un año antes de ser condecorada con la XVI Presea Cervantina en el marco del Coloquio Cervantino Internacional.
En 2019, a sus 89 años de edad, fue galardonada con el primer Premio Nuevo León Alfonso Reyes, por sus aportaciones –durante seis décadas– al campo intelectual y humanista, en la academia y las letras, en la ciudad de Monterrey.
En 2022 recibió el Premio Internacional Carlos Fuentes a la creación literaria en el idioma español de la Secretaría de Cultura de México y la UNAM.  
En 2024 cumplió 94 años de edad, en completa lucidez y activa. De ello habla en una amplia entrevista que concedió al Suplemento Confabulario de El Universal, donde dice: "Simplemente he llegado paulatinamente y casi sin sentirlo a una edad en la que soy bastante conocida, me encuentro en la calle a gente que se emociona por verme y digamos que está bien, me emociona que haya interés en lo que escribo”. 

## Obra
Es autora de novelas Las genealogías; Síndrome de naufragios; De la amorosa inclinación a enredarse en cabellos; El día de tu boda; Apariciones; Zona de derrumbe; El rastro; Historia de una mujer que caminó por la vida con zapatos de diseñador; Saña, así como los libros de ensayos Narrativa joven de México; Onda y escritura; Repeticiones; Intervención y pretexto; La lengua en la mano; La Malinche sus padres y sus hijos; Erosiones; Borrones y borradores; Esguince de cintura; La desnudez como naufragio; La polca de los osos. 
Entre su trabajo crítico, gran parte es dedicado a la obra de la poeta mexicana Sor Juana Inés de la Cruz. Víctor Gerardo Rivas comenta que “Margo Glantz iniciaría una de sus líneas fundamentales de investigación y creación ensayística: la referida a la gran figura del barroco hispanoamericano, la poetisa novohispana Sor Juana Inés de la Cruz, a la que dedicó en la década de los 90 trabajos esenciales en la bibliografía sorjuanista como Sor Juana Inés de la Cruz, ¿hagiografía o autobiografía? , Sor Juana Inés de la Cruz: saberes y placeres  o Sor Juana: La comparación y la hipérbole .”
Glantz cree que “todo lo que uno escribe es, hasta cierto punto, autobiográfico” y sus libros también son una cartografía de sus obsesiones, desde el cuerpo fragmentado hasta los personajes que repite y hace suyos en el plano literario: Kafka, Melville, King Kong, Colón, Cortés, Malinche, Díaz del Castillo, Núñez Cabeza de Vaca o Sor Juana.
Al mirar sus libros en cronología, puede verse cómo ha ido desarrollando cada una de estas obsesiones; por ejemplo, en Las mil y una calorías, novela dietética (1978) incluye el fragmento “82. Historia de ballenas” que después repite en su siguiente libro Doscientas ballenas azules y cuatro caballos (1981); sucesivamente en este libro aparece un fragmento sobre Álvar Nuñez Cabeza de Vaca que se repite en Síndrome de naufragios (1984) y así continúa repitiéndose y reescribiéndose a lo largo de toda su obra.
Recibió, entre otros,  el Premio Magda Donato en 1982, el Premio Xavier Villaurrutia 1984 por Síndrome de naufragios, el Premio Sor Juana Inés de la Cruz 2004 de la Feria Internacional del Libro de Guadalajara por El Rastro y Finalista del XX Premio Herralde de Novela 2002 por la misma obra, así como Premio FIL de Literatura en Lenguas Romances (antes Juan Rulfo) en 2010 y en 2015 Premio Iberoamericano de Narrativa Manuel Rojas 2015. En 1996 recibe la Beca Fundación Rockefeller y 1998 la Beca Guggenheim. Fue elegida en 1995 miembro de número de la Academia Mexicana de la Lengua y tomó posesión el 21 de noviembre de 1996. En 2004 le fue otorgado el Premio Nacional de Lingüística y Literatura. Doctor honoris causa por varias universidades, entre ellas la Universidad Autónoma Metropolitana (UAM) en 2005, la Universidad Autónoma de Nuevo León en 2010 y la Universidad Nacional Autónoma de México (UNAM) en 2011.  El 6 de abril de 2016 recibe la medalla por los 55 años de labor docente en la Facultad de Filosofía y Letras de la UNAM.

## Premios y distinciones
- Premio Magda Donato, 1982.
- Premio Xavier Villaurrutia, 1984 por Síndrome de naufragios.
- Premio Universidad Nacional (UNAM), 1991.
- Profesora Emérita de la Facultad de Filosofía y Letras (Universidad Nacional Autónoma de México),1994.
- Council of the Humanities Fellow, Universidad de Princeton, Estados Unidos, 1994.
- Miembro de número de la Academia Mexicana de la Lengua, 1995.
- Beca Fundación Rockefeller, 1996.
- Beca Guggenheim, 1998.
- Miembro del Consejo Consultivo del programa de Estudios Latinoamericanos “The Joseph Henry House”, Universidad de Princeton,1999-2004.
- Miembro de la Comisión Asesora para la creación de la Universidad Autónoma de la Ciudad de México, Gobierno del Distrito Federal, 2000.
- Finalista del “XX Premio Herralde de Novela 2002” por El rastro.
- Directora de la Biblioteca de autor “Sor Juana Inés de la Cruz” de la Biblioteca Virtual Miguel de Cervantes, Universidad de Alicante, 2003-2004.
- Premio Sor Juana Inés de la Cruz, 2004 de la Feria Internacional del Libro de Guadalajara por El Rastro.
- Premio Nacional de Ciencias y Artes en el área de Lingüística y Literatura, 2004.[6]
- Investigadora Emérita del Sistema Nacional de Investigadores, 2004.
- Creadora Emérita Honoraria del Sistema Nacional de Creadores, 2005
- Medalla al Mérito Universitario Sor Juana Inés de la Cruz, 2005.
- Doctorado honoris causa por la Universidad Autónoma Metropolitana (UAM), 2005.
- Página virtual de autor sobre Margo Glantz, coordinada por Beatriz Aracil Varón, en la Biblioteca Virtual Miguel de Cervantes Saavedra, Universidad de Alicante, 2006.
- Premio Coatlicue en el área de Literatura, 2009.
- Doctorado honoris causa por la Universidad Autónoma de Nuevo León, 2010.
- Medalla de Oro de Bellas Artes, 2010.
- Medalla de oro por 50 años de docencia, Facultad de Filosofía y Letras (Universidad Nacional Autónoma de México), 2010.
- Premio Nacional Malinalli 2010, Universidad Juárez Autónoma de Tabasco.
- Premio FIL de Literatura en Lenguas Romances (antes Juan Rulfo), 2010.
- Inclusión de la obra de Margo Glantz en la página de Internet de la Biblioteca de la Universidad de Princeton. Margo Glantz Papers 1956-2009, Princeton University Library, Manuscripts Division, 2010.
- Medalla de oro por 50 años de docencia, Universidad Nacional Autónoma de México, 2011.
- Doctorado honoris causa por la Universidad Nacional Autónoma de México (UNAM), 2011.
- Candidata al Premio Príncipe de Asturias, 2011.
- Propuesta por la Real Academia Española al Premio Miguel de Cervantes, 2011.
- Premio al Mérito Cultural de la Ciudad de México, Carlos Monsiváis, 2012.
- Premio Clementina Díaz y de Ovando, otorgado por el Consejo Técnico Consultivo del Instituto Nacional de Estudios Históricos de las Revoluciones de México (INEHRM), en reconocimiento a su trayectoria en investigación sobre historia social, cultural y de género, 2013.
- Premio Iberoamericano de Narrativa Manuel Rojas 2015.
- Medalla por los 55 años de labor docente en la Facultad de Filosofía y Letras de la UNAM.
- XVI Presea Cervantina en el marco del Coloquio Cervantino Internacional.
- Premio "Alfonso Reyes", otorgado por El Colegio de México, octubre de 2017.
- Doctorado honoris causa por la Universidad de Alicante, 2017.
- Doctorado honoris causa por la Universidad de Guadalajara, 2017.
- Presea Sor Juan Inés de la Cruz por la Universidad del Claustro de Sor Juana, 2018.[7]
- Primer Premio Nuevo León Alfonso Reyes. Entrega en la XL Feria Internacional del Libro del Palacio de Minería el domingo 3 de marzo de 2019.
- Premio Juan Crisóstomo Doria a las humanidades. En el marco de la Feria Universitaria del Libro 2019. 28 de agosto de 2019.
- Premio Narrativa 2019. Entregando dentro del marco de la Feria Internacional de la Lectura y el Libro 2019, en Tabasco, el 11 de noviembre de 2019.
- Reconocimiento Clementina Díaz y de Ovando. Por su destacada trayectoria en favor de los derechos de las mujeres y de la igualdad de género. 28 de noviembre de 2019. Otorgado por la Federación Mexicana de Universitarios y el Museo de la Mujer.

- Homenaje por la Academia Mexicana de la Lengua, 2020.[8][9]
- Premio Internacional Carlos Fuentes a la creación literaria en español, 2022.
- Premio Metrópolis Azul, 2024. En Quebec, Canadá.

### Novela y cuento
- Las mil y una calorías, novela dietética, México, Premiá, 1978.
- Doscientas ballenas azules, México, La máquina de escribir, 1979; 2.ª edición: Doscientas ballenas azules y cuatro caballos..., México, UNAM, 1981.
- No pronunciarás, México, Premiá, 1980.
- La guerra de los hermanos, México, CIDCLI-Editorial Penélope, 1982.
- Las genealogías. México, Martín Casillas, 1981 (Premio Magda Donato). 2.ª edición: Lecturas mexicanas, México, SEP, 1987. 2.ª reimpresión: México, Alfaguara, 1998.
- El Día de tu boda (enlace roto disponible en Internet Archive; véase el historial, la primera versión y la última)., México, SEP / Martín Casillas, 1982.
- Síndrome de Naufragios Archivado el 7 de noviembre de 2019 en Wayback Machine., México, Joaquín Mortiz, 1984. (Premio Xavier Villaurrutia 1984).
- De la amorosa inclinación a enredarse en cabellos (enlace roto disponible en Internet Archive; véase el historial, la primera versión y la última)., México, Océano, 1984.
- Material de lectura: Margo Glantz. Fragmentos de Las genealogías, No pronunciarás, Síndrome de Naufragios, México, UNAM, 1990.
- Family Tree, (trad. por Susan Bassnett), Serpent's Tail, 1991
- Apariciones, México, Alfaguara, 1996. 2.ª edición: México, Alfaguara / Universidad del Claustro de Sor Juana, 2002.
- Zona de derrumbe, Rosario, Beatriz Viterbo, 2001.
- El rastro, Barcelona, Anagrama, 2002. Finalista del XIX Premio Herralde de novela, Premio Sor Juana Inés de la Cruz, 2004 de la Feria Internacional del Libro de Guadalajara.
- Animal de dos semblantes, Santiago de Chile, Editorial LOM, 2004 (Reescritura de Zona de derrumbe).
- Historia de una mujer que caminó por la vida con zapatos de diseñador, Barcelona, Anagrama, 2005.
- Zona de derrumbe, 2.ª ed., Rosario, Beatriz Viterbo, 2006.
- Las genealogías, Valencia, Editorial Pre-Textos, 2006.
- Saña, Lima, Sarita Cartonera, 2006.
- Saña, México, Era, 2007.
- Saña, Valencia, Editorial Pre-Textos, 2007.
- Coyolxauhqui, trad. Al náhuatl de Librado Silva Galeana, Ilustraciones de María Figueroa, México, INAH/ CONACULTA / Un dos tres por mí, 2008.
- Obras reunidas II: Narrativa, México, Fondo de Cultura Económica, 2008.
- Les Généalogies,(trad. de Françoise Griboul), en Éditions Folies D´encre, 2009.
- Margo Glantz, Selección y nota introductoria de Bernardo Ruiz, (Material de Lectura serie 'El Cuento Contemporáneo', núm. 67), México, UNAM, 2010.
- México: el derrumbe, México, Universidad Autónoma Metropolitana (UAM), 2010, (Colección Los gatos sabrán…).
- Saña (corregida y aumentada), Buenos Aires, Eterna Cadencia Editora, 2010.
- Las genealogías, Buenos Aires, Bajo La Luna, 2010.
- Coronada de Moscas Archivado el 13 de abril de 2013 en Wayback Machine., México, Editorial Sexto Piso, 2012, (Fotografías de Alina López Cámara).
- Las Genealogías, México, Alfaguara,  séptima edición, corregida y aumentada, 2013.
- Yo también me acuerdo, México, Sexto Piso, 2014.
- Simple Perversión Oral, México, La Caja de Cerillos/CONACULTA, 2015.
- La cabellera andante, México, Alfaguara, 2015.
- Por breve herida, México, Sexto Piso, 2016.
- “Autorretrato con la boca abierta” en Revista Dossier, Chile, diciembre de 2015.
- “Médula espinal”  en Relatos enfermos de Javier Guerrero (ed.), Sylvia Molloy, Lina Meruane, Mario Bellatin, Diamela Eltit, Edmundo Paz Soldán, Alberto Barrera Tyszka, Sergio Chejfec y Reinaldo Arenas, México, Conaculta/Literal, 2015.
- “La hija de Trotski” en Me lo llevaré a la sepultura por MALBA, 2016.
- “Una memoria leve” en 30 años de Narrativa en Blanco Móvil 1935-2015 (publicado originalmente en el número de julio de 1985).
- “Y los sueños, sueños son”, en Vanity Fair, mayo de 2016.
- La guerra de los hermanos. Ilustraciones de Gabriel Martínez Meave. Editorial CIDCLI. México, 2019.
- Ya te llegará: correspondencia 1984-1997. Margo Glantz y Tamara Kamenszain, Eterna Cadencia Editora, Argentina, 2023.

### Ensayos y crítica
- Viajes en México, Crónicas extranjeras, (introducción, selección y traducción), Secretaría de Obras Públicas, 1963; Reedición: México, Fondo de Cultura Económica, 1986.
- Tennessee Williams y el Teatro Norteamericano, México, UNAM, 1964.
- Narrativa Joven de México (coord. y pról.), México, Siglo XXI, 1969.
- Onda y escritura, jóvenes de 20 a 33 (pról. y ant.), México, Siglo XXI, 1971.
- Un folletín realizado: La aventura del Conde de Raousset-Boulbon (pról., trad. y ant.), México, Sep Setentas, 1972; segunda edición, México, Fondo de Cultura Económica, 1987.
- Las humanidades en el siglo XX. La literatura, I y II, Tomos VII y VIII, (coord.), México, Difusión Cultural UNAM, 1978.
- Repeticiones, ensayos sobre literatura mexicana, Xalapa, Universidad Veracruzana, 1979.
- Intervención y pretexto, ensayos de literatura comparada e iberoamericana, México, Centro de Estudios Literarios, UNAM, 1981.
- El día de tu boda (reflexión sobre la fotografía durante el período de la Pos-Revolución Mexicana), México, Martín Casillas / SEP (colección Memoria y Olvido), 1982.
- La lengua en la mano (Ensayos sobre literatura comparada), México, Premiá, 1984.
- Cuentistas mexicanos del siglo XX. Vol. I: Fin del viejo régimen (compiladora), México, SEP / INBA / DDF, 1984.
- Bordando sobre la escritura y la cocina (coord. y presentación), México, INBA / SEP (Colección Estanquillo Literario), 1984.
- Erosiones, ensayos, México, Universidad Autónoma del Estado de México, 1985.
- Guía de forasteros, estanquillo literario, editora y fundadora, Volúmenes I, II, III, IV, V, 1984-1986, México, INBA.
- Borrones y borradores, ensayos sobre literatura colonial, México, UNAM, 1992.
- Notas y comentarios sobre Alvar Nuñez Cabeza de Vaca (coord.), México, Grijalbo / Conaculta, 1993.
- La Malinche, sus padres y sus hijos, (coord.), México, UNAM, 1994.
- Esguince de cintura, ensayos sobre literatura mexicana del siglo XX, México, Conaculta, 1994.
- Sor Juana Inés de la Cruz ¿Hagiografía o autobiografía?, México, UNAM-Grijalbo, 1995.
- Sor Juana Inés de la Cruz: Saberes y placeres, México, Instituto Mexiquense de Cultura, 1996.
- Sor Juana Inés de la Cruz: El sistema de la comparación y la hipérbole, México, Conaculta, 2000.
- Obras reunidas I: La literatura colonial, México, Fondo de Cultura Económica, 2006.
- Obras reunidas III: Ensayos sobre literatura mexicana del siglo XIX, México, Fondo de Cultura Económica, 2010.
- Musée du Louvre, Chaussures Peintes / Painted Shoes / Calzados Pintados / Gemalte Schuhe, [Margo Glantz (text), Catherine Belanger (concept) & Lois Lammerhuber (photography)], Baden, Edition Lammerhuber, 2011.
- La Malinche, sus padres y sus hijos, (coord.), 2.ª edición, México, Taurus, 2013.
- Obras reunidas IV: Ensayos sobre literatura mexicana del siglo XX, México, Fondo de Cultura Económica, 2013.
- “Zapatos: andante con variaciones”, en Lorenzo León Diez (ed.), La dimensión del tiempo. Autores nacidos en los años 1920 a 1930, México, Ediciones Castillo, 1998, pp. 81-95.
- “The art of Salvatore Ferragamo”, en Walking Dreams. Salvatore Ferragamo 1898-1960, Salvatore Ferragamo/Museo del Palacio de Bellas Artes/Editorial RM, 2006, pp. 33-40.
- “Autorretrato con collar, 1933”, en Frida Kahlo. Homenaje Nacional 1907-2007, Catálogo México, Instituto Nacional de Bellas Artes/Editorial RM, 2007, pp. 136-139.
- “¡Una exposición de Tamara de Lempicka en México!”, Catálogo Tamara de Lempicka, Instituto Nacional de Bellas Artes/TF. Editores/CONACULTA, mayo de 2009, pp. 49-61.
- “La ultra-negritud de Pierre Soulages”, en Pierre Soulages. Catálogo de la exposición de Pierre Soulages, Museo de la Ciudad de México, julio de 2010, pp. 93-101.
- “Retable de Boulbon” en Jean Galard (coord.), Promenades au Louvre en compagnie d’écrivains, d’artistes et de critiques d’art, Éditions Robert Laffont, Paris 2010, pp. 457-458.
- “Vigencia De Nellie Campobello”. FULGOR: Flinders University Languages Group Online Review, 2006, vol. 3, N.º 1, pp. 37-50.
- “Memoria y representación: Configuraciones culturales y literarias en el imaginario judío latinoamericano”, HUBERMAN, Ariana; and METER, Alejandro eds., Viterbo, 2006. Siempre Es Posible Lo Peor (Políticas De La Memoria), pp. 27-39.
- “El arte de la ironía: Carlos Monsiváis ante la crítica”, MORAÑA, Mabel; and SÁNCHEZ-PRADO, Ignacio M. eds., Universidad Nacional Autónoma de México, 2007, Carlos Monsiváis, pp. 359-365.
- “Escenas de transgresión: María de Zayas en su contexto literario-cultural”, ALBERS, Irene; FELTEN, Utaand GUMBRECHT, Hans Ulrich eds., Iberoamericana-Vervuert, 2009. Androginia y Travestismo En La Obra De María De Zayas, pp. 35-52.
- “Federico Gamboa, Entre Santa y Porfirio Díaz”, Literatura Mexicana, 2010, vol. 21, N.º 2. pp. 39-49.
- “El Periodismo del Siglo XIX en México”, Universidad De México: Revista De La Universidad Nacional Autónoma De México, 2011,vol. 92, pp. 16-21.
- “Centro y periferia: Cultura, lengua y literatura virreinales en América” PARODI, Claudia; and RODRÍGUEZ, Jimena eds., Iberoamericana-Vervuert, 2011. El Naufragio: ¿Crónica, Ficción, Historia?, pp. 15-27.
- “¿Son ejemplares las novelas de María de Zayas?” en Las novelas ejemplares: texto y contexto (1613-2013)  de Aurelio González y Nieves Rodríguez Valle, México, 2015.
- Intervención y pretexto,  Posdata editores, 2.ª edición, 2012.
- Y por mirarlo todo, nada veía, Sexto Piso y Dirección General de Publicaciones y Fomento Editorial de la UNAM, 2018.
- Tsunami. Ed. Gabriela Jaúregui. Sexto Piso. México, 2018.
- El rastro.  Laguna Libros. Colombia, 2019.
- El rastro.  Ed. Almadía. México, 2019. (Col. De Nuevo).
- El texto encuentra un cuerpo, Ampersand, 2020.
- Cuerpo contra cuerpo. Ed. Ana Negri. Sexto Piso y Universidad Autónoma Metropolitana Unidad Cuajimalpa, 2020.
- A los dieciséis. Margo Glantz. UNAM, La Academia Mexicana de la Lengua. México, 2020. (Col. La Academia para Jóvenes).
- Materia Incandescente. Selección de Carmen Alemany Bay y Beatriz Aracil Varón. Secretaría de Cultura. México, 2021.
- Doscientas ballenas azules y cuatro caballos. Prol. Ana Negri. Los libros de la mujer rota. Chile, 2021 [En prensa]

## Entrevistas y referencias
- “Margo Glantz. ¿Quedó claro que no soy una libertina?”, en Margarita García Flores, Cartas marcadas, México, UNAM, 1979.
- “Margo Glantz”, en Jean-Francois Fogel y Daniel Rondeau (dirs.), Pourquoi écrivez-vous? París, Libération, 1985.
- Entrevista de Magdalena García Pinto, Historias íntimas, entrevistas con diez escritoras latinoamericanas, Ediciones del Norte, Hanover, mayo de 1988.
- “Margo Glantz”, en Magdalena García Pinto, Women writers of Latin America. Intimate histories, Austin, University of Texas, 1991.
- “Margo Glantz”, en Margaret Sayers Peden, Out of the Volcano. Portraits of Contemporary Mexican artists, Washington, Londres, Smithsonian Press, 1991.
- “Margo Glantz: stetl in Coyoacan”, en Andrew Graham-Yooll, After the despots Latin American views and interviews, Londres, Bloomsbury, 1991.
- “Tenemos que reescribir el mundo. Margo Glantz”, en Erna Pfeiffer, Entrevistas. Diez escritoras mexicanas desde bastidores, Frankfurt, Vervuert, 1992.
- “Entrevista a Margarita Glantz Shapiro", en Premio Universidad Nacional 1991. Entrevistas, México, UNAM, 1993.
- “Margo Glantz. Entrevistas poscoloquio”, en Claire Joysmith (ed.), Las formas de nuestras voces: Chicana and Mexicana writers in Mexico, México, UNAM, 1995.
- “Margo Glantz as Catholic Jew”, en George Szanto, Inside the Statues of Saints, Mexican Writers on Culture and Corruption, Politics and Daily Life, Véhicule Press, Canadá, 1996.
- “Margo Glantz, los géneros transfigurados”, en Miguel Ángel Quemáin, Reverso de la palabra, México, La Memoria del Tlacuilo, 1996.
- “Las formas de la religiosidad”, por Adela Salinas, en Dios y los escritores mexicanos, Editorial Patria, México, 1997.
- Fragmento biográfico de MG en Tompkins, Cynthia Margarita y David William Foster, (eds.) Notable Twentieth-Century Latin American Women: A Biographical Dictionary, Westport, CT, Greenwood Press, 2000.
- “Letras que pasan por el cuerpo” en Francisco Blanco Figueroa (ed.), Mujeres mexicanas del siglo XX: la otra revolución, tomo III, México, UAM, 2001.
- “Margo Glantz: De la amorosa inclinación de enredarse en la literatura”, en Rogelio Arenas Monreal y Gabriela Olivares Torres, La voz a ti debida. Conversaciones con escritores mexicanos, México, Universidad Autónoma de Baja California-Plaza y Janés, 2001.
- “El caso Margo Glantz por Nora Pasternac”, en Ana Rosa Domenella, Territorio de leonas. Cartografía de narradoras de los noventa, México, UAM, 2001.
- Entrevista a Margo Glantz, en Reina Roffé, Juan Rulfo. Las mañas del zorro, Madrid, Espasa Calpe, 2003.
- “Semblanza de Margarita Glantz Shapiro, Premio Nacional de Lingüística y Literatura, 2004”, en Hugo Chávez, Premio Nacional de Ciencias y artes, 2004, México, SEP/CONACULTA, 2005.
- “Margo Glantz: escritora interdisciplinaria, intercultural e intergenérica” en Jorge Luis Herrera, Voces en espiral. Entrevistas con escritores mexicanos contemporáneos, México, Universidad Veracruzana, colección Cuadernos, 2009.
- “Margo Glantz. Obra reunida”,texto de Sylvia Molloy para la presentación del libro Obra reunida II, del Fondo de Cultura Económica, publicado en el blog electrónico arbatraba, 5 de febrero de 2010.
- “Margo Glantz. Huellas de todo viaje”, por Myriam Moscona, en Revista de la Universidad de México, núm. 85, marzo de 2011.
- “Margo Glantz. Premio FIL de Literatura 2010”, por Verónica Calderón, entrevista para El País, Madrid, 12 de mayo de 2011.
- “Batallas y genealogías”, por Sara Poot Herrera, en Revista de la Universidad de México, núm. 95, enero de 2012.
- “Conversando con Cristina Pacheco. Entrevista a Margo Glantz”, por Cristina Pacheco, para el programa televisivo Conversando con Cristina Pacheco, trasmitido por Once TV México, 11 de enero de 2013.
- “Nueve preguntas a Margo Glantz”, para el blog Eterna Cadencia, Buenos Aires, 8 de abril de 2013.
- Entrevista a Margo Glantz en el programa Mujeres en TVC, transmitido por TVC Networks, 31 de octubre de 2013.
- "Margo Glantz: El Rastro", entrevista con Natu Poblet, para el programa de radio por internet Leer es un placer, Buenos Aires, 21 de febrero de 2014.
- "Entrevista con Berna González Harbour '¿Qué estás leyendo?' de El País, 4 de abril de 2017.
- Margo, creadora subversiva” Periódico Reforma, 13 de agosto de 2017.
- "Margo también recuerda" por Adriana Cortés Koloffon, en La Jornada Semanal, 2 de noviembre de 2014.
- "94 años contados en fragmentos: Entrevista con Margo Glantz" por Uriel Santiago Velasco, en el Suplemento Confabulario de El Universal, 3 de febrero de 2024.